# Ron Miller (escritor)
Ron Miller (Minneapolis, 8 de mayo de 1947) es un ilustrador, traductor y escritor estadounidense que ha abordado diversos géneros, y que actualmente se especializa en libros de astronomía, astronáutica y ciencia ficción para adultos y jóvenes.
Tiene un Bachelor of Fine Arts de la Facultad de Arte y Diseño de Columbus, Ohio. Trabajó como artista comercial y diseñador durante seis años, antes de ocupar un puesto como director de arte para el Planetario Albert Einstein del Museo Nacional del Aire y el Espacio de Estados Unidos. Se fue de allí en 1977 para convertirse en ilustrador y escritor independiente; hasta la fecha tiene casi sesenta títulos de libros a su haber, y sus ilustraciones han aparecido en cientos de cubiertas e interiores de libros y en revistas como National Geographic, Reader's Digest, Scientific American, Smithsonian, Analog, Starlog, Air & Space, Astronomy, Sky & Telescope, Science et Vie, Newsweek, Natural History, Discover, GEO y otros.
Ha recibido diversos reconocimientos, entre ellos el premio Hugo al mejor libro de no ficción en 2022 por The Art of Chesley Bonestell; en 1982 había recibido una nominación en la misma categoría por The Grand Tour.